# منطقة بانج خان
منطقة بانج خان (بالإنجليزية: Bang Khen District)‏ هي واحدة من 50 منطقة في بانكوك، تايلاند. يقدر عدد سكانها بـ 177,062 نسمة .